# Nannastacus minor
Nannastacus minor är en kräftdjursart som beskrevs av William Thomas Calman 1911. Nannastacus minor ingår i släktet Nannastacus och familjen Nannastacidae. Inga underarter finns listade i Catalogue of Life.